# Renaissance (jeu vidéo)
Pour les articles homonymes, voir Renaissance (homonymie).
Renaissance est un jeu vidéo d’action publié par Impressions Games en 1990 sur Amiga et Atari ST. Le jeu propose de nouvelles versions de quatre jeu d’arcade : Space Invaders, Galaxian, Centipede et Asteroids. Pour chacun d’eux, le joueur à la possibilité de jouer à la version classique ou à une version remise au gout du jour.

## Accueil
| Renaissance              |      |       |
| Média                    | Pays | Notes |
| ACE                      | RU   | 65 %  |
| Amiga Computing          | RU   | 81 %  |
| Amiga User International | GB   | 35 %  |
| Gen4                     | FR   | 29 %  |
| Joystick                 | FR   | 80 %  |
| The Games Machine        | RU   | 71 %  |